# Rigodium varium
Rigodium varium là một loài rêu trong họ Rigodiaceae. Loài này được (Hedw.) Kindb. mô tả khoa học đầu tiên năm 1883.